# 제임스 아이보리
제임스 프랜시스 아이보리(James Francis Ivory, 1928년 6월 7일 ~ )는 미국의 영화 감독이다.

## 작품
- 콜 미 바이 유어 네임 (2017) 아카데미 각색상 수상
- 더 시티 오브 유어 파이널 데스티네이션 (2009)
- 화이트 카운티스 (2005)
- 하이츠 (2005)
- 프렌치 아메리칸 (2003)
- 러브 템테이션 (2000)
- 군인의 딸은 울지 않는다 (1998)
- 피카소 (1996)
- 대통령의 연인들 (1995)
- 뤼미에르와 친구들 (1995)
- 남아있는 나날 (1993) 아카데미 감독상 후보
- 하워즈 엔드 (1992) 아카데미 감독상 후보
- 브릿지 부부 (1990)
- 장미빛 모자 (1989)
- 모리스 (1987)
- 전망 좋은 방 (1985) 아카데미 감독상 후보
- 보스톤 사람들 (1984)
- 인도에서 생긴 일 (1983)
- 4중주 (1981)
- 맨하탄의 제인 오스틴 (1980)
- 치버 이야기: 5시 48분 (1979)
- 유럽인들 (1979)
- 조지와 보니의 그림 소동 (1978)
- 로즈랜드 (1977)
- 공주의 자서전 (1975)
- 와일드 파티 (1975)
- 세비지스 (1972)
- 봄베이 토키 (1970)
- 셰익스피어 왈라 (1965)
- 델리 웨이 (1964)
- 가장 (1963)
- 검과 플루트 (1959)